# Évora de Alcobaça
Évora de Alcobaça è una freguesia (parrocchia civile, a livello di comune, in Portogallo) della municipalità d'Alcobaça, nel distretto di Leiria,  regione Centro.